# Orthoperus alutaceus
Orthoperus alutaceus är en skalbaggsart som beskrevs av Thomas Casey 1900. Orthoperus alutaceus ingår i släktet Orthoperus och familjen punktbaggar. Inga underarter finns listade i Catalogue of Life.